# Bodil Katharine Biørn
Bodil Katharine Biørn (Kragerø, 27 mai 1871 - Oslo, 22 juillet 1960) est une missionnaire protestante norvégienne. 

## Biographie
Elle naît en 1871 dans une famille de riches armateurs.
En 1905, après des études d'infirmière en Allemagne, elle est envoyée en mission dans l'Empire ottoman, à Elâzığ, puis dans la province de Muş. En collaboration avec les missionnaires allemands, elle y fait ouvrir des écoles, des cliniques pour veuves et des orphelinats. 
Témoin du génocide arménien, elle participe au sauvetage des femmes sans abris et des orphelins. Elle a beaucoup documenté le génocide par son journal et ses photos. Elle s'est occupée d'orphelins arméniens en Syrie, en Arménie, au Liban et en Turquie. En 1922, elle ouvre un orphelinat, Lusaghbyur, à Gyumri.
Elle meurt à Oslo le 22 juillet 1960.

## Hommages
À l’initiative de la communauté arménienne d'Alep, une statue en son honneur a été érigée à Kragerø, sa ville natale, en 2004.
Deux films lui ont été consacrés : They call me Mother (2008) et Map of Salvation (2015).